# Epigeotrupes castaneipennis
Epigeotrupes castaneipennis är en skalbaggsart som beskrevs av Edmund Reitter 1887. Epigeotrupes castaneipennis ingår i släktet Epigeotrupes och familjen tordyvlar. Inga underarter finns listade i Catalogue of Life.